# Fiat Bravo (2007)
El Fiat Bravo es un automóvil de turismo producido por la marca italiana Fiat desde 2007 hasta 2015. Se presentó oficialmente en el Salón del Automóvil de Ginebra de 2007 y se lanzó al mercado el 19 de abril de ese año como sustituto del Fiat Stilo. Su única carrocería es hatchback de cinco puertas, diseñada por ELASIS y Magna en un tiempo récord de 18 meses. El diseño del vehículo (codificado como Proyecto 198) corrió a cargo de Frank Stephenson. Se fabricó en la planta de Fiat Cassino, en la región italiana de Lacio, desde 2007 y en la de Fiat Betim (Brasil) para América del Sur desde 2010. Su producción finalizó en 2015.
Para Fiat, el Stilo no superó las expectativas de ventas y además la estética del modelo cinco puertas fue vista como demasiado conservadora, de ahí que su sucesor retome el mismo nombre que el antiguo modelo.
Dejó de venderse en el año 2015 para Europa, siendo sustituido en dicho mercado por el nuevo Fiat Tipo presentado a finales de ese mismo año (su hueco en la gama lo ha cubierto la versión de cinco puertas, que fue presentada a principios de 2016).

## Historia

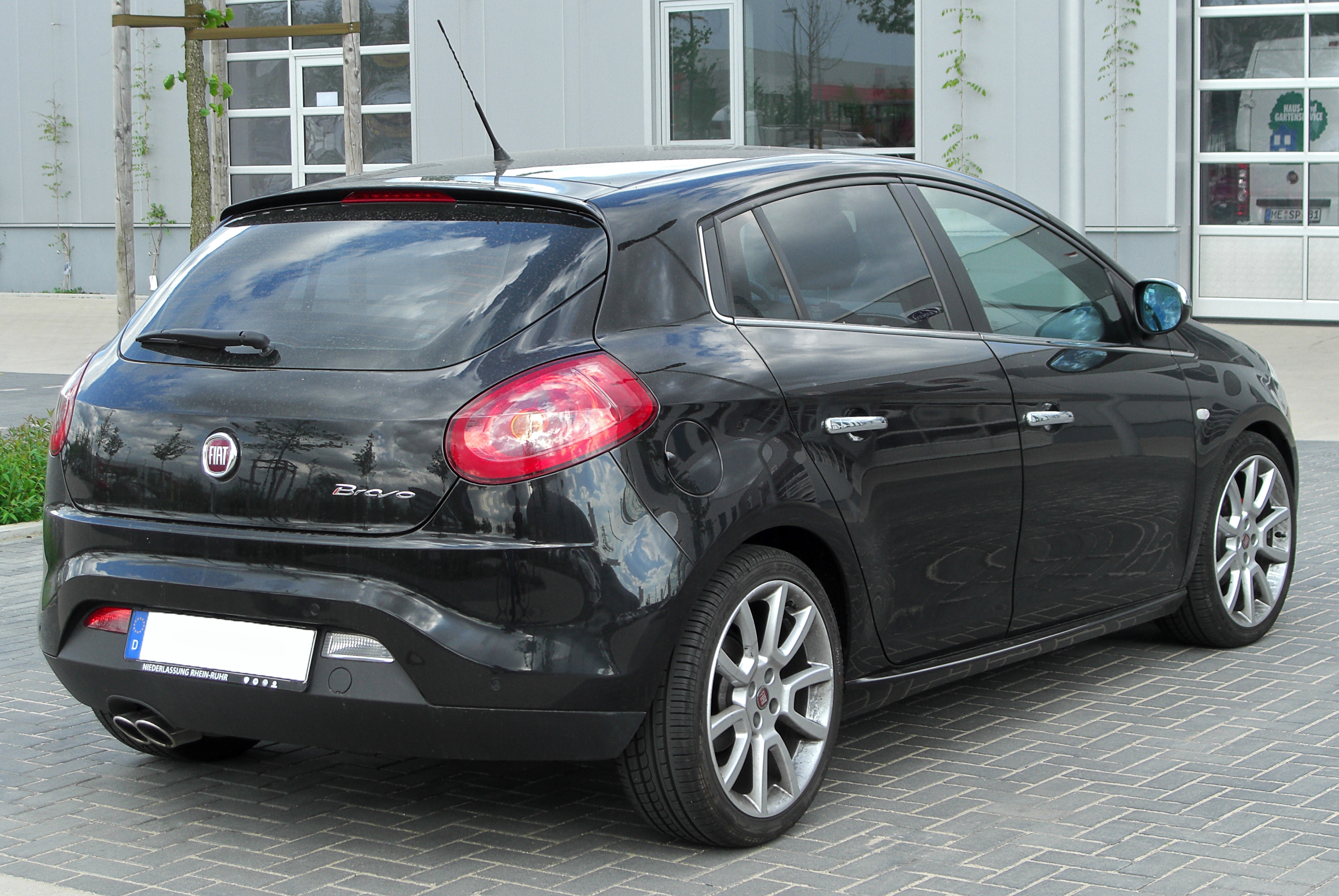
Fiat Bravo (vista trasera) (pre-restyling)

Este coche está diseñado por el Centro Stile Fiat, Mientras que la empresa automovilística austriaca Magna Steyr diseñó una gran parte de la carrocería del automóvil. Se utilizaron ingeniería CAD y simulaciones por computadora a gran escala con este modelo y el diseño se terminó en un plazo muy ajustado.
Para los mercados de EMEA, el Bravo se produjo en la planta de Fiat en Piedimonte San Germano.
Blue&Me es una nueva función que se introdujo por primera vez con el Fiat Grande Punto y que se incluía de serie en los modelos Bravo Dynamic y Sport. Desarrollado en colaboración con Microsoft, este sistema ofrece la posibilidad de usar el teléfono móvil mediante Bluetooth como manos libres.
También puede mostrar mensajes de texto en la pantalla del tablero e incorpora activación por voz. Además, el sistema incluye un conector USB para conectar un reproductor MP3 o una tarjeta de memoria USB, lo que permite que el sistema de entretenimiento del vehículo acceda a los archivos MP3 almacenados en la unidad.

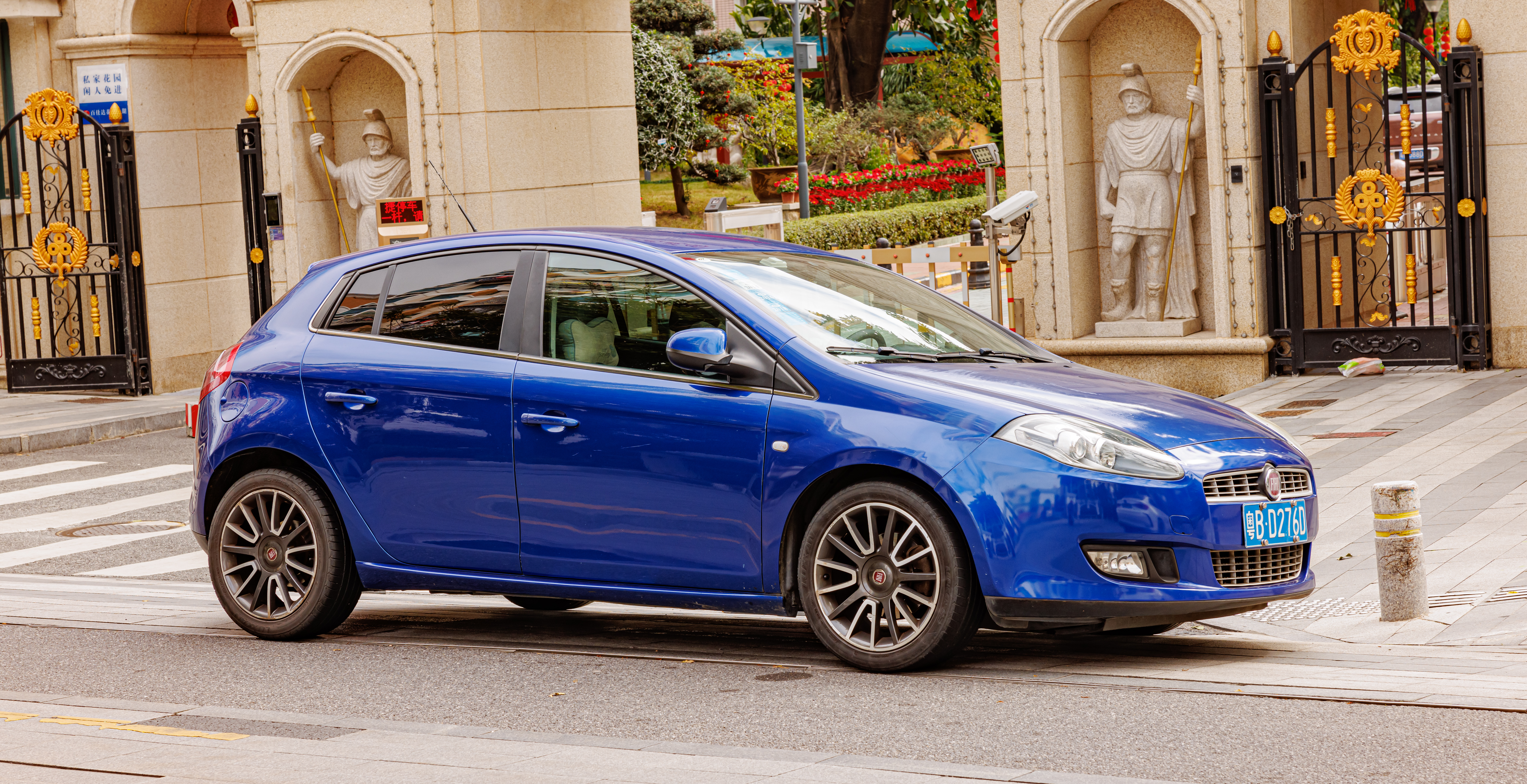
Fiat Bravo (facelift)

En Australia, el Fiat Bravo se vendió como Fiat Ritmo, ya que la filial australiana de Mazda posee los derechos del nombre "Bravo" (tal como se usa en vehículos comerciales). Se introdujo en Australia en febrero de 2008; sin embargo, se discontinuó al año siguiente debido a las bajas ventas; solo se vendieron 463 unidades en total. El Bravo también se fabricó en Brasil entre 2010 y 2016, y se vendió allí y en toda Sudamérica (con la excepción de Argentina, Chile y Colombia, que reciben el Bravo de Italia).
En enero de 2007, What Car? informó que Fiat estaba trabajando en una versión familiar, que se especulaba se comercializaría como Bravo MultiWagon. A pesar de ser una versión del Bravo lista para producción, nunca se comercializó. Otras fuentes también afirmaron que se trataba de una versión renovada del Fiat Croma de segunda generación, lanzado en octubre de 2007.

## Mecánica
Su motor gasolina es un 1.4 litros en versiones atmosférica de 90 CV de potencia máxima y con turbocompresor y 120 o 150 CV. Inicialmente, el único diésel era un 1.9 litros existente en variantes de 120 y 150 CV de potencia máxima. En 2008 se agregó a la gama dos unidades diésel adicionales: un 1.6 litros en variantes de 105 y 120 CV, y un 2.0 litros de 165 CV.
Todos los motores son de cuatro cilindros en línea y tienen cuatro válvulas por cilindro, salvo el diésel 1.9 de 120 CV, que tiene dos válvulas por cilindro. Los diésel tienen turbocompresor, intercooler e inyección directa con tecnología common-rail. La dirección es del tipo Dualdrive. Las transmisiones disponibles son una manual de 5 o 6 velocidades, y una Dualogic de 6 velocidades con modo manual secuencial y automático.

## Versión brasileña
El Bravo fabricado en Brasil salió a la venta en 2010 en Brasil. Está disponible con dos motores y tres niveles de equipamiento (cinco niveles de equipamiento desde 2012), el E.torQ 1.8L 16V fabricado en Brasil (basado en el motor Tritec) equipado con una transmisión manual de cinco velocidades o transmisión Dualogic y el motor 1.4L fabricado en Italia con 152 CV (112 kW; 150 HP) (con opción Overboost) y una transmisión manual de seis velocidades.
Los niveles de equipamiento se denominan: Essence (1.8), Essence Wolverine Limited Edition (1.8), Sporting (1.8), Absolute (1.8) y T-Jet (1.4T).
La producción brasileña cesó en junio de 2016.

## Publicidad
Durante el lanzamiento del Fiat Bravo el eslogan utilizado fue "Bravo. Made in Fiat". Subrayando su italianidad, la campaña publicitaria internacional diseñada para televisión usaba inicialmente como banda sonora la canción "Meravigliosa Creatura" de la italiana Gianna Nannini. Posteriormente se uniría un nuevo spot en el cual se podía escuchar una versión de "Aria" de la misma artista.

## El logotipo
En el logotipo del Fiat Bravo sólo las letras A y V se encuentran juntas. Es un efecto premeditado para que, tumbado, se aprecie la forma del número dos, haciendo referencia a que se trata del segundo modelo comercializado por Fiat bajo el mismo nombre.

## Tabla resumen de mecánicas

### Europa
| Mecánica           | Inicio | Fin  | Familia | Tecnología     | Combustible    | Cil. | Cubicaje (cc.) | Vál. | Potencia (CV/ rpm) | Par (Nm/ rpm) | Vel. máx. (km/h) | Aceleración 0-100 km/h (s) | Consumo (l/100km) | Emisión CO2 (g/km) | S&S | Transmisión                   | Rel. |
| ------------------ | ------ | ---- | ------- | -------------- | -------------- | ---- | -------------- | ---- | ------------------ | ------------- | ---------------- | -------------------------- | ----------------- | ------------------ | --- | ----------------------------- | ---- |
| 1.4 FIRE           | Debut  |      | FIRE    |                | Gasolina       | 4L   | 1368           | 16   | 90/                | 128/ 4400     | 179              | 12,5                       | 6,3               | 156 EURO 5         | No  | Delantera Manual              | 6    |
| 1.4 T-Jet          | 2007   | 2012 | T-Jet   | Turbo          | Gasolina       | 4L   | 1368           | 16   | 120/ 5000          | 215/ 2500     | 197              | 9,6                        | 6,3               | 139 EURO 5         | No  | Delantera Manual              | 6    |
| 1.4 T-Jet Dualogic | 2008   | 2010 | T-Jet   | Turbo          | Gasolina       | 4L   | 1368           | 16   | 120/ 5000          | 215/ 2500     | 197              | 9,6                        | 6,0               | 143 EURO 5         | No  | Delantera Automática Dualogic | 6    |
| 1.4 MultiAir       | 2010   |      | T-Jet   | MultiAir Turbo | Gasolina       | 4L   | 1368           | 16   | 140/ 5000          | 230/ 1750     | 204              | 8,9                        | 5,7               | 132 EURO 5         | Si  | Delantera Manual              | 6    |
| 1.4 T-Jet          | 2007   | 2010 | T-Jet   | Turbo          | Gasolina       | 4L   | 1368           | 16   | 150/ 5500          | 205/ 2250     | 212              | 8,5                        | 7,1               | 167 EURO 4         | No  | Delantera Manual              | 6    |
| 1.6 JTDm           | 2009   | 2012 | JTD     | MultiJet Turbo | Gasóleo        | 4L   | 1598           | 16   | 90/ 4000           | 290/ 1500     | 173              | 13,1                       | 4,4               | 115                | No  | Delantera Manual              | 6    |
| 1.6 JTDm           | 2008   |      | JTD     | MultiJet Turbo | Gasóleo        | 4L   | 1598           | 16   | 105/ 4000          | 290/ 1500     | 187              | 11,3                       | 1,4               | 115 EURO 5         | No  | Delantera Manual              | 6    |
| 1.6 JTDm           | 2008   |      | JTD     | MultiJet Turbo | Gasóleo        | 4L   | 1598           | 16   | 120/ 4000          | 300/ 1500     | 195              | 10,5                       | 4,7               | 122 EURO 5         | No  | Delantera Manual              | 6    |
| 1.6 JTDm Dualogic  | 2008   |      | JTD     | MultiJet Turbo | Gasóleo        | 4L   | 1598           | 16   | 120/ 4000          | 300/ 1500     | 195              | 10,5                       | 4,6               | 120 EURO 5         | No  | Delantera Automática Dualogic | 6    |
| 1.9 JTDm           | Debut  | 2009 | JTD     | MultiJet Turbo | Gasóleo        | 4L   | 1910           | 8    | 90/                | 225/ 2000     | 174              | 12,5                       | 5,2               | 139                | No  | Delantera Manual              | 5    |
| 1.9 JTDm           | Debut  | 2009 | JTD     | MultiJet Turbo | Gasóleo        | 4L   | 1910           | 8    | 120/ 4000          | 255/ 2000     | 194              | 10,5                       | 5,3               | 139                | No  | Delantera Manual              | 5    |
| 1.9 JTDm           | Debut  | 2009 | JTD     | MultiJet Turbo | Gasóleo        | 4L   | 1910           | 16   | 150/ 4000          | 305/ 2000     | 209              | 9,0                        | 5,6               | 149                | No  | Delantera Manual              | 6    |
| 2.0 JTDm           | 2008   | 2012 | JTD     | MultiJet Turbo | Gasóleo        | 4L   | 1956           | 16   | 165/ 4000          | 360/ 1750     | 215              | 8,2                        | 5,3               | 139                | No  | Delantera Manual              | 6    |
| 1.4 FIRE GLP       | 2009   |      | FIRE    | EasyPower      | GLP o gasolina | 4L   | 1368           | 16   | 90/ 5500           | 128/ 4500     | 179              | 12,5                       | 6,7               | 134 EURO 5         | No  | Delantera Manual              | 6    |

### Sudamérica
| Mecánica          | Inicio | Fin | Familia | Tecnología | Combustible       | Cil. | Cubicaje (cc.) | Vál. | Potencia (CV/ rpm) | Par (Nm/ rpm) | Vel. máx. (km/h) | Aceleración 0-100 km/h (s) | Consumo (l/100km) | Emisión CO2 (g/km) | S&S | Transmisión                   | Rel. |
| ----------------- | ------ | --- | ------- | ---------- | ----------------- | ---- | -------------- | ---- | ------------------ | ------------- | ---------------- | -------------------------- | ----------------- | ------------------ | --- | ----------------------------- | ---- |
| 1.4 T-Jet         | 2011   |     | T-Jet   | Turbo      | Gasolina          | 4L   | 1368           | 16   | 152/ 5500          | 215/ 2500     | 206              | 8,7                        |                   |                    | No  | Delantera Manual              | 6    |
| 1.8 Flex          | 2010   |     | E.torQ  | FlexFuel   | Etanol o gasolina | 4L   | 1748           | 16   | 132/ 5000          | 185/ 4500     | 193              | 9,9                        |                   |                    | No  | Delantera Manual              | 5    |
| 1.8 Flex Dualogic | 2010   |     | E.torQ  | FlexFuel   | Etanol o gasolina | 4L   | 1748           | 16   | 132/ 5000          | 185/ 4500     | 193              | 9,9                        |                   |                    | No  | Delantera Automática Dualogic | 5    |